# Helcostizus yukonensis
Helcostizus yukonensis är en stekelart som först beskrevs av William Harris Ashmead 1890.  Helcostizus yukonensis ingår i släktet Helcostizus och familjen brokparasitsteklar. Inga underarter finns listade i Catalogue of Life.